# 莫里斯·科恩
莫里斯·亚伯拉罕·科恩（英語：Morris Abraham Cohen，1887年8月3日—1970年9月7日），原名摩西·科恩（英語：Moishe Cohen），中文又名双枪马坤，是一名英国和加拿大冒险家，犹太人，孙中山的侍从官和中国国民革命军少将。

## 生平
1887年出生于波兰馬佐夫舍省姆瓦瓦縣，根据1954年由莫里斯·科恩在蒙特利尔家中向他的朋友罗斯·克莱恩口述，由查尔斯·德拉格撰写的传记，摩西·科恩于1889年在伦敦出生，在一个刚刚从波兰来到英国的贫穷的犹太人家庭中。但是根据科恩的姐姐利亚·库珀、维克多·库珀等许多亲属的证词，摩西·科恩实际上是在波兰出生的，而且是出生于1887年，并不是1889年。出生地点是在俄属波兰华沙西北约45英里，今天馬佐夫舍省姆瓦瓦縣的村庄Radzanów。在他出生后不久，科恩一家为逃离东欧反犹骚乱，移居到伦敦东区的圣乔治堂区。当时科恩是作为“怀抱中的婴儿”来到英国的，这是一个公开的家庭秘密。科恩自己的死亡证明书也列出了他的出生日期为1887年8月。他的墓碑上写着：“莫里斯·亚伯拉罕·科恩将军于1970年9月7日去世，享年83岁”，这也意味着他出生于1887年。1889年的出生日期应该是在1900年科恩在伦敦被捕时所说的谎言，通过将年龄报小，以避免受到严厉的惩罚（入狱）。不过，科恩本人也多次提到1887年8月这个较早的出生日期。例如，1909年4月他在温尼伯被捕入狱时，填报的年龄是21岁，出生于1887年8月。1929年3月，他接受上海警方问讯，填报的出生日期为1887年8月3日。同样，英格兰基尤公共记录办公室的记录、加拿大外交副秘书长的备忘录以及加拿大皇家骑警的档案都表明他出生于1887年。
少年时代的科恩更喜欢伦敦的剧院、街道、市场、食物和拳击台，胜过他就读的犹太人自由学校。1900年4月，他因“怀疑试图掏腰包”而被捕。地方法官将他送到海耶斯工业学校，这是由罗斯柴尔德勋爵设立的机构，负责照顾和训练任性的犹太小伙子。他于1905年被释放，科恩的父母将年轻的莫里斯送往加拿大西部，希望新世界的新鲜空气和开阔平原，能改变他的生活。
科恩最初在萨斯喀彻温省怀特伍德镇附近的一个农场工作。他耕种土地，照顾牲畜，学会了射击和打牌。他这样做了一年，然后开始在西部各省游荡，当过赌徒、骗子以及成功的房地产经纪人，曾经入狱。
科恩结交了一些在加拿大太平洋铁路工作的华人，并享受友情和食物。他在萨斯卡通帮助了一位被抢劫的中国餐馆老板，将在伦敦小巷里学到的本领派上用场，把小偷砸了出去，并扔到街上。这样的行为在当时是闻所未闻的，因为很少有白人会来帮助华人。华人对科恩表示欢迎，最后邀请他加入孙中山的反满组织同盟会。
莫里斯科恩很快搬到邻近的阿尔伯塔省的省会埃德蒙顿。他担任一个主要房地产机构的经理，由于总检察长查尔斯·威尔逊·克罗斯爵士推荐他是一个合格人选，他被任命为该省的监誓专员。
正是在第一次世界大战之前的埃德蒙顿，科恩开始了他漫长而多样的军事生涯，代表孙中山的组织在加拿大招募华人，训练他们使用鸟铳。

## 军事生涯
第一次世界大战期间，科恩加入加拿大铁路军团到欧洲作战，部分工作涉及监督中国劳工。他还参加西线的一些激烈战斗，特别是在第三次伊普尔战役期间。战后，他回到加拿大。但因经济下滑，房地产繁荣的日子已经过去。科恩寻找新的出路，于1922年前往中国，谈一笔铁路交易。科恩在上海下船后，去见了乔治·索科尔斯基, 这位纽约出生的记者曾为孙中山的英文上海时报工作。索科尔斯基为他安排了与孙先生的英文秘书陈友仁的见面。科恩被录用，并很快住进上海法租界莫里哀路29号孙中山家中。
在上海和广州，科恩训练孙中山的小型武装部队进行拳击和射击，告诉人们他是孙中山的副官和代理上校。对于科恩来说幸运的是，虽然他的中文水平不佳 — 至多能说洋泾浜广东话 —但并不是一个问题，因为孙中山、他的妻子宋庆龄，以及他们的许多同事都接受过西方教育，能说英语。科恩的同事们开始称他为马坤，他很快就成为了孙中山的主要保护者之一。在一次战斗中他被子弹擦伤，此后科恩开始携带第二把枪。西方侨民对孙中山的持枪保护者很感兴趣，称他为“双枪科恩”。
1925年孙中山因癌症去世，科恩开始为一系列南方的国民党领导人工作，从孙的儿子孙科以及孙的内弟、银行家宋子文，到李济深和陈济棠等军阀。他也熟悉蒋介石，当时蒋介石担任广州城外黄埔军校的校长。尽管如此，他与蒋介石的交往很少，因为科恩与南方领导人结盟，他们普遍都反对蒋介石。科恩为他的老板提供安全保障，并获得武器和炮舰。最终他获得了将军的职位，尽管他从未领导任何部队。
当日本于1937年入侵中国时，科恩急切地加入了战斗。他为中国人制造武器，甚至为英国情报机构英国特别行动处工作。科恩能够证明日本人正在用毒气消灭中国大众。1941年12月，当日本人進攻香港时，科恩正在香港。他把宋庆龄和她姐姐宋霭龄送上最后一架飞机，离开这个英国殖民地。
科恩留下来战斗，当香港沦陷后，日本人将他监禁在赤柱拘留营。在赤柱他遭到日本人狠狠的殴打，变得憔悴。他在1943年底成为少有的交换战俘之一。

## 晚年
科恩回到加拿大，定居在蒙特利尔，和朱迪思·克拉克结婚，后者经营一家成功的女性精品店。他定期回访中国，希望建立工作或业务联系。然而，大多数时候，科恩坐在旅馆大厅里，会见老朋友，讲述他的许多故事，其中许多都是他的冒险经历。他自己编造了一些关于自己的神话，夸大他对于建立现代中国的作用，也有与宋庆龄有染的绯闻。1949年共产党掌权后，科恩是少数能够在台湾与中国大陆之间来往的人之一。他长期的缺席让他的婚姻受到了损害，他和朱迪思于1956年离婚。
当新成立的联合国开始辩论关于巴勒斯坦分治的联合国决议后，按照联合国巴勒斯坦特别委员会的建议，莫里斯科恩飞往旧金山，并说服原计划反对分治的中国代表团团长改投弃权票。
此后，20世纪50年代，科恩从加拿大返回英格兰，与丧偶的姐姐利亚·库珀一起住在索尔福德。在那里，他被兄弟姐妹，侄子和侄女们包围，成为一个可爱的家庭族长。他作为忠于孙中山的忠实助手的身份，使他与国民党和中国共产党领导人都能保持良好关系。他很快就能够安排与維克斯集團（飞机）、劳斯莱斯股份有限公司（发动机）和Decca 雷达的生意。他最后一次对中国的访问是在文化大革命开始的时候，作为周恩来的嘉宾出席孙中山先生诞生一百周年纪念。
莫里斯科恩于1970年在索尔福德去世。他被埋葬在曼彻斯特的布莱克利犹太公墓。

## 电影
- 在弗兰克·卡普拉1933年的电影《閻将军的苦茶》（The Bitter Tea of General Yen）中，西方顾问的性格与科恩相似。这部电影是根据格雷斯·萨林·斯通（英语：Grace Zaring Stone）的一本同名书。斯通在1920年代居住在广州。在1990年代初期对斯通女儿的采访中，她说她不确定她的母亲和科恩是否相识，但是因为那个城市的西方社区比较孤立，她说很可能斯通至少知道科恩。
- 《将军晨死》（The General Died at Dawn），1936年电影，賈利·古柏扮演一位在中国的爱尔兰裔美国人冒险家的角色。
- 《狼越中国（英语：The Gunrunner (film)）》（The Gunrunner），1983年加拿大电影，凯文·科斯特纳主演

## 传记
- Charles Drage with Morris Cohen, Two-Gun Cohen (1954)
- Paolo Frere, The Pedlar and the Doctor (1995)
- Daniel S. Levy Two-Gun Cohen: A Biography (1997)[9]
- Jim Christy, Scalawags (2008)